# Mao Yinhui
  Mao Yinhui (chiń. 茅银辉) – chiński profesor, tłumacz, dziekan Uniwersytetu Spraw Międzynarodowych w Kantonie. Ukończyła studia na Pekińskim Uniwersytecie Języków Obcych. Interesuje się m.in. polską kulturą i relacjami polsko‑chińskimi. 
W latach 1997-2011 Mao Yinhui była jedną z pracowników Katedry Polonistyki Pekińskiego Uniwersytetu Języków Obcych. Była pierwszą wicedyrektorką z ramienia Chin w krakowskim Instytucie Konfucjusza w latach 2006-2008. Od 2013 roku Mao nauczała języka polskiego na Kantońskim Uniwersytecie Spraw Międzynarodowych i była dyrektorką Instytutu Polonistyki oraz prodziekanką na Wydziale Języków i Kultur Europejskich. Teraz pełni funkcję dziekanki na Instytucie Literatury i Kultury Obcej i na Wydziale Studiów Globalnych i Regionalnych. Badania prof. Mao Yinhui skupiają się wokół tematyki związanej z filologią polską, literaturoznawstwem porównawczym oraz krajami Europy Środkowo-Wschodniej. Opublikowała ponad 10 monografii, przekładów i opracowań oraz ponad 20 artykułów i tłumaczeń w ważnych czasopismach krajowych i zagranicznych. Prowadziła 2 projekty krajowe i samodzielnie kierowała lub uczestniczyła w około 10 projektach prowincjonalnych. 

## Dydaktyka
W latach 1997–2011 Mao Yinhui była jedną z pracowników Katedry Polonistyki Pekińskiego Uniwersytetu Języków Obcych. Była pierwszą wicedyrektorką z ramienia Chin w krakowskim Instytucie Konfucjusza w latach 2006–2008. Od 2013 Mao naucza języka polskiego na Kantońskim Uniwersytecie Studiów Międzynarodowych i jest dyrektorem Instytutu Polonistyki, a od 2018 pełni dodatkowo funkcję prodziekanki.

## Wybrane publikacje
Wybrane publikacje
Przekłady na język chiński
1. Sławomir Mrożek, Czekoladki dla prezesa (2023)
2. Olga Tokarczuk, Gry na wielu bębenkach (2021)
3. Włodzimierz Izban, Co tak pięknie gra? Poznajemy instrumenty muzyczne (2020)
4. Sławomir Mrożek, Trzy dłuższe historie (2019)
5. Sławomir Mrożek, Krótkie, ale całe historie (2018)
6. Sławomir Mrożek, Słoń (2017)
7. Jerzy Malinowski, Dzieje sztuki polskiej (2017) 
Monografie akademickie
1. Zagadnienia feministyczne w twórczości Elizy Orzeszkowej, „Dydaktyka i Badania Języków Obcych” 2008. 
Podręcznik
Mao Y., Feng B., Historia języka polskiego, Szanghaj: Wyd. Edukacji Języków Obcych w Szanghaju, 2024.
Mao Y.(red.), Lin X., Siegień R.(red. Polska), Odkryj Chiny, Pekin: Wyd. Ks. Handlowej, 2023. 
Opracowanie
1. Reports on the Cultural Development of Central and Eastern European Countries (2024), red. Y. Mao, Y. Jiang, Pekin 2024.
2. Reports on the Cultural Development of Central and Eastern European Countries (2023), red. Y. Mao, Y. Jiang, Pekin 2023.
3. Reports on the Cultural Development of Central and Eastern European Countries (2021), red. Y. Mao, Y. Jiang, Pekin 2021.
4. Reports on the Cultural Development of Central and Eastern European Countries (2020), red. Y. Mao, Y. Jiang, Pekin 2020. 
Eseje
1. Mao Yinhui, Szatkowski Maciej, Kulturotwórcza rola dramatu Leopolda Kampfa „Yeweiyang” (w Przededniu) w Chinach. Pamiętnik literacki, 2021(04): 237-248.
2. Mao Yinhui, Badanie procesu międzykulturowej recepcji dramatu Leopolda Kampfa „Yeweiyang” (w Przededniu). Chińskie Czasopismo Literatury Porównawczej, 2025(02): 236-253.
3. Mao Yinhui, Zmiany w stosunkach zagranicznych Polski oraz szanse i wyzwania w stosunkach chińsko-polskich. Współczesne stosunki międzynarodowe, 2016(06): 57-64+66.
4. Mao Yinhui, Li Peiyao, Wraca moda na hanfu – odkrywanie piękna. Dziennik Trybuna, 2023.05.25(104).
5. Mao Yinhui, Sun Yan, Filozoficzne refleksje nad posthumanizmem w utworze Stanisława Lema Golem XIV. Postscriptum Polonistyczne, Wydawnictwo Uniwersytetu Śląskiego, 2022(2): 1-12.
6. Mao Yinhui, Jiang Yong, Walka z ubóstwem i rewitalizacja obszarów wiejskich: Ścieżka rozwoju obszarów wiejskich o specyficznej dla Chin charakterystyce. Dziennik Trybuna, 2022.05.06(90): 10.
7. Mao Yinhui, Sękowska Elżbieta, Lingwistyczne aspekty przekładów literatury polskiej na język chiński (ze szczególnym uwzględnieniem opowiadań Sławomira Mrożka. Język Polski, 2019(04): 108-117.
8. Mao Yinhui, Han Yonghui, Szanse determinowane przez COVID-19: Nowy bodziec wspierający gospodarkę i reformy społeczne. Dziennik Trybuna, 2020.03.27(61): 11. 

## Odznaczenia
Krzyż Kawalerski Orderu Zasługi RP – Polska; 2024
Brązowy Medal „Zasłużony Kulturze Gloria Artis” –Polska; 2025